# Monoszexualitás
A monoszexualitás romantikus vagy szexuális vonzódás kizárólag az egyik biológiai vagy társadalmi nem képviselői felé. A monoszexuális személyt heteroszexuálisként vagy homoszexuálisként lehet azonosítani. A szexuális irányultságról szóló vitákban alapvetően az aszexualitás, biszexualitás, pánszexualitás vagy poliszexualitás mellett fennálló lehetőségként használják. Ezt néha lekicsinylőnek tartják.
Kinsey szerint az orgazmushoz vezető élmények alapján a férfiak 63%-a és a nők 87%-a nevezhető kizárólag heteroszexuálisnak vagy kizárólag homoszexuálisnak.

## Más jelentésben
A monoszexualitást használják még a poliamoria ellentéteként (ami nem keverendő össze a poliszexualitással), melyet olyan emberekre használnak, akik egyszerre egynél több emberrel vágynak szexuális kapcsolatra vagy fantáziájukban egyszerre egynél több emberrel létesítenek szexuális kapcsolatot. Ebben a jelentésében egy monoszexuális személy egyszerre egy emberrel vágyik szexuális kapcsolatra és hasonlóan egy poliamor emberhez lehet homoszexuális, biszexuális, pánszexuális vagy heteroszexuális.

## Fordítás
- Ez a szócikk részben vagy egészben  a   Monosexuality című angol Wikipédia-szócikk ezen változatának fordításán alapul.  Az eredeti cikk szerkesztőit annak laptörténete sorolja fel. Ez a jelzés csupán a megfogalmazás eredetét és a szerzői jogokat jelzi, nem szolgál a cikkben szereplő információk forrásmegjelöléseként.

## Lásd még
- Bifóbia